# Zalithia
Zalithia is een geslacht van vlinders van de familie tastermotten (Gelechiidae).

## Soorten
- Z. deltophora Janse, 1954
- Z. octophora (Meyrick, 1918)
- Z. xanthophylla Janse, 1963